# Березовий Гай (Новгород-Сіверський район)
Березовий Гай (до 17 лютого 2016 року — Червоний Гай) — село в Україні, у Семенівській міській громаді Новгород-Сіверського району Чернігівської області. Населення становить 32 осіб. До 2017 орган місцевого самоврядування — Хотіївська сільська рада.

## Історія
До 2016 року село мало назву Червоний Гай.
12 червня 2020 року, відповідно до Розпорядження Кабінету Міністрів України № 730-р «Про визначення адміністративних центрів та затвердження територій територіальних громад Чернігівської області», увійшло до складу Семенівської міської громади.
19 липня 2020 року, в результаті адміністративно-територіальної реформи та ліквідації Семенівського району, село увійшло до Новгород-Сіверського району.

## Географія
У селі бере початок річка Ракужа.